# NGC 6556
NGC 6556 is een open sterrenhoop in het sterrenbeeld Boogschutter. Het hemelobject werd op 15 juli 1836 ontdekt door de Britse astronoom John Herschel.